# 中澤一登
中澤 一登（なかざわ かずと、1968年3月4日 - ）は、日本のアニメ監督、アニメーター、イラストレーター、キャラクターデザイナー。新潟県出身。東京アニメーター学院卒業。旧名義は中沢 一登。辻 武司という名義を使うこともある。
絵を描いて仕事をするということを考えた時に、一番身近なものであったことからアニメーターを目指す。初キャラクターデザインは『神秘の世界エルハザード』。大張正己のスタジオG-1を経て、マングローブに所属していた。映画『キル・ビル』のアニメパート（制作はプロダクションI.G）の演出が最も国際的に知られた仕事である。アニメコマーシャル「ASIENCE～髪は女の命」でロンドン国際広告賞の最高賞金賞受賞。
上記の大張正己からは「感性で仕事ができる人」と評されている。

## 作品

### テレビアニメ
- シティーハンター（1987年 - 1988年）動画
- マシンロボ　ぶっちぎりバトルハッカーズ（1987年）原画
- 美味しんぼ（1988年 - 1992年）作画監督、原画
- つるピカハゲ丸くん（1988年）原画
- ハーイあっこです（1989年 -1992年）原画
- アイドル伝説えり子（1989年 -1990年）原画
- ふしぎの海のナディア（1990年 - 1991年）作画監督 #25
- 剣勇伝説YAIBA（1993年 - 1994年）作画監督 #7、#16
- バトルファイターズ 餓狼伝説2（1993年）作画監督
- 勇者警察ジェイデッカー（1994年）作画監督、OP原画
- メタルファイター♥MIKU（1994年）原画、エンディングアニメーション
- ルパン三世 燃えよ斬鉄剣（1994年）作画監督
- 魔法騎士レイアース（1994年 - 1995年）オープニングアニメーション原画
- 神秘の世界エルハザード（1995年 - 1996年）キャラクターデザイン
- 新・天地無用!（1997年）キャラクターデザイン、総作画監督 ※「辻武司」名義
- VIRUS ‐VIRUS BUSTER SERGE‐（1997年）絵コンテ
- ロードス島戦記-英雄騎士伝-（1998年）OP＆ED：絵コンテ、演出、作画
- 鉄コミュニケイション（1998年）作画監督
- ジェネレイターガウル（1998年）オープニングアニメーション
- バブルガムクライシス TOKYO 2040（1998年 - 1999年）ED
- 課長王子（1999年）キャラクターデザイン、作画監督
- Blue Gender（1999年）OP作画
- 銀装騎攻オーディアン（2000年）絵コンテ、演出
- FF：U 〜ファイナルファンタジー:アンリミテッド〜（2001年 - 2002年）キャラクターデザイン
- ラーゼフォン（2002年）原画
- 明日のナージャ（2003年 - 2004年）キャラクターデザイン、作画監督
- サムライチャンプルー（2004年）キャラクターデザイン、総作画監督
- BLOOD+（2005年 - 2006年）第2期オープニングアニメーション
- Ergo Proxy（2006年）OP原画
- ゆルルル 〜日常編〜（2007年）監督
- けんぷファー（2009年）原画
- 聖剣の刀鍛冶（2009年）原画
- さらい屋 五葉（2010年）キャラクターデザイン、作画監督
- 逆境無頼カイジ 破戒録篇（2011年）OP原画
- うさぎドロップ（2011年）原画
- デジモンクロスウォーズ 時を駆ける少年ハンターたち（2011年 - 2012年）キャラクター原案協力
- HUNTER×HUNTER（2011年 - 2014年）原画
- キルミーベイベー（2012年）原画、OP原画
- 黒子のバスケ（2012年）絵コンテ、原画、メインアニメーター、アクション作画監督、OP：絵コンテ、演出、作画、ED：原画
- 坂道のアポロン（2012年）原画、OP絵コンテ、演出、作画
- 俺の彼女と幼なじみが修羅場すぎる（2013年）原画
- 黒子のバスケ（2013年）原画、OP：絵コンテ、演出、原画
- 残響のテロル（2014年）キャラクターデザイン、総作画監督、原画、OP作画監督、作画監督
- 冴えない彼女の育てかた（2015年）OP原画
- デス・パレード（2015年）OP原画
- 山田くんと7人の魔女（2015年）エンドカードイラスト
- DAYS（2016年）キャラクターデザイン
- 銀河英雄伝説 Die Neue These（2018年）絵コンテ
- 海賊王女（2021年）原作・監督・演出・作画監督
- アオアシ（2022年）絵コンテ

### 劇場アニメ
- うる星やつら 完結篇（1988年）動画
- ファイブスター物語（1989年）動画
- 風の名はアムネジア（1990年）原画
- 老人Z（1991年）原画
- 餓狼伝説 -THE MOTION PICTURE-（1994年）作画監督
- スレイヤーズ（1995年）作画監督補佐
- アキハバラ電脳組 2011年の夏休み（1999年）レイアウト
- デジモンアドベンチャー02（2000年）作画監督
- デジモンアドベンチャー02 ディアボロモンの逆襲（2001年）キャラクターデザイン[6] 、作画監督
- スチームボーイ（2004年）原画
- HELLS ANGELS（2008年）キャラクターデザイン、作画監督
- Genius Party Beyond 「MOONDRIVE」（2008年）監督、キャラクターデザイン、絵コンテ、作画監督、原画
- 宮本武蔵 -双剣に馳せる夢-（2009年）キャラクターデザイン
- テイルズ オブ ヴェスペリア 〜The First Strike〜（2009年）原画
- ジョバンニの島（2014年）原画

### OVA
- 機甲猟兵メロウリンク（1988年 - 1989年）動画、原画
- ドミニオン（1988年 - 1989年）原画
- 寒月一凍悪霊斬り（1989年）原画
- ロードス島戦記（1990年）原画
- 銀河英雄伝説第2期（1991年）原画
- みどりの守り神（1991年）原画
- 天地無用! 魎皇鬼（1992年）作画監督
- イース 天空の神殿 〜アドル・クリスティンの冒険〜（1993年）2、3巻：作画監督
- 神秘の世界エルハザード（1995年）キャラクターデザイン、総作画監督
- 新 破裏拳ポリマー（1996年）原画
- Ninja者（1996年）原画
- それゆけ!宇宙戦艦ヤマモト・ヨーコ（1996年 - 1997年）キャラクターデザイン
- 闘神伝（1996年）キャラクターデザイン、作画監督
- 神秘の世界エルハザード2（1997年）キャラクターデザイン
- 異次元の世界エルハザード（1998年）キャラクター原案
- でたとこプリンセス（1998年）原画
- フォトン（1998年）レイアウト作監、原画
- 聖少女艦隊バージンフリート（1998年）原画
- シャーマニックプリンセス （1996年 - 1998年）#6原画
- 青の6号（1999年）原画
- 太陽の船 ソルビアンカ（1999年）演出、原画
- MEZZO FORTE（2000年）原画 ※アダルトアニメ
- comedy（2002年）監督、キャラクターデザイン
- パラサイトドールズ #3（2003年）監督
- 東京マーブルチョコレート（2007年）原画
- Vassalord. OVA（2013年）監督 コミックス第七巻アニメイト初回限定特典
- B：The Beginning（2018年）原作、監督、キャラクターデザイン、総作画監督
- B: The Beginning -- Succession（2021年）原作、総監督、キャラクターデザイン、シリーズ構成

### ゲーム
- ロマンレーヌ（1998年）キャラクターデザイン
- プレゼントプレイ（1999年）キャラクターデザイン ※アダルトゲーム
- サクラ大戦V EPISODE 0〜荒野のサムライ娘〜（2004年）原画
- 戦国BASARA（2005年）アニメーションムービー：作画監督
- テイルズ オブ レジェンディア（2005年）キャラクターデザイン
- キャサリン（2011年）オープニングアニメーションディレクター

### PV
- エイベックスCyber X（2003年）キャラクターデザイン、作画監督
- Breaking the habit（2004年）Linkin ParkのPV。同バンドのDJ、ジョー・ハーンとの共作
- Utada / 「Devil Inside」監督、作画監督、原画
- ASIAN KUNG-FU GENERATION / 「新しい世界」監督
- supercell / 「うたかた花火」（2010年）監督

### CM
- 日本コカ・コーラ「AQUARIUS HEROES 」シリーズ（キャラクターコンセプトデザイナー）
- シャープ「AQUOS PHONE Xx SoftBank106SH モノリス篇」 キャラクターデザイン
- 花王 「ASIENCE～髪は女の命」監督、キャラクターデザイン、絵コンテ、作画監督、原画

### 映画
- キル・ビル アニメパート（2003年）監督

### 書籍
- 『神秘の世界エルハザード 設定資料集』AIC、1996年
- 『神秘の世界エルハザード TVシリーズ 設定資料集』AIC、1997年
- 『新・天地無用! 設定資料集』AIC、1998年
- 『サムライチャンプルー ロマンアルバム』徳間書店、2005年
- 『トップクリエイターが教えるキャラクターの創り方「サムライチャンプルー」「エルゴプラクシー」にみるアニメーション制作現場』MCプレス、2007年
- 『B: The Beginning アートワークス』パイ インターナショナル、2019年

### 小説
- ナイトウォッチ三部作（2000年 - 2002年）各巻表紙、章頭イラスト
  - ぼくらは虚空に夜を視る
  - わたしは虚夢を月に聴く
  - あなたは虚人と星に舞う
- 攻殻機動隊 STAND ALONE COMPLEX（2004年 - 2005年）各巻表紙イラスト
  - 虚夢回路
  - 凍える機械
  - 眠り男の棺
- 小説 明日のナージャ 16歳の旅立ち（2017年）表紙イラスト

### CD
- 電撃CD文庫 ベストゲームセレクション7 ファイアーエムブレム 旅立ちの章（1994年）原画

### その他
- 電撃アドベンチャーズ 『ミスタラ黙示録』
- 格闘技イベントPRIDEオープニングアニメーション ※役職名は「アニメーションディレクター」
- 新・光神話 パルテナの鏡「メデューサの逆襲」（2012年、ニンテンドービデオ（ニンテンドー3DS）で配信の短編アニメーション）監督
- アスラズ ラース 第15.5話「青二才が」（2012年、ダウンロードコンテンツで配信の短編アニメーション）監督、メインキャラクターデザイン
- 中居正広の金曜日のスマたちへ（2012年）オープニングアニメーション：作画
- 日本アニメ（ーター）見本市 「コント ころしや 1989」（2015年7月劇場公開・Web配信）監督、脚本、キャラクターデザイン、原画